# Juris Hartmanis
Juris Hartmanis (Riga, 5 de julho de 1928 – 29 de julho de 2022) foi um informático estadunidense.

## Carreira
Foi laureado com o Prêmio Turing de 1993, juntamente com Richard Stearns, por pesquisas na áres de complexidade computacional.
Após a Segunda Guerra Mundial mudou-se para a Alemanha, onde graduou-se em Física na Universidade de Magdeburg. Imigrou em seguida para os Estados Unidos, onde obteve o mestrado em matemática aplicada na Universidade do Missouri – Kansas City, e o doutorado em matemática no Instituto de Tecnologia da Califórnia.
Em seguida trabalhou no laboratório de pesquisas da General Electric, onde realizou pesquisas sobre os princípios da informática. Em 1965 tornou-se professor da Universidade Cornell.

## Publicações selecionadas
Livros
- Algebraic Structure Theory of Sequential Machines[2] 1966 (com R.E. Stearns)
- Feasible Computations and Provable Complexity Properties[3] 1978
- Computational Complexity Theory (ed.)[4] 1989
- Computing the Future: A broader agenda for computer science and engineering (ed.)[5] 1992 (com Herbert Lin)

Artigos selecionados
- "Computational complexity of recursive sequences"[6] 1964 (com R.E. Stearns)
- "Classifications of computations by time and memory requirements"[7] 1965 (com P.M. Lewis e R.E. Stearns)
- "Hierarchies of memory limited computations"[8] 1965 (com P.M. Lewis e R.E. Stearns)
- "On the computational complexity of algorithms" 1965 (com R.E. Stearns)
- Memory bounds for recognition of context-free and context-sensitive languages[9] 1965 (com P.M. Lewis e R.E. Stearns)
- "On isomorphisms and density of NP and other complete sets" 1977 (com L. Berman)
- "Observations about the development of theoretical computer science"[10] 1981
- "Gödel, von Neumann, and the P =? NP problem"[11] 1989